# Histoire du Sahara occidental

la carte du Sahara Occidental

 (août 2022).
Si vous disposez d'ouvrages ou d'articles de référence ou si vous connaissez des sites web de qualité traitant du thème abordé ici, merci de compléter l'article en donnant les références utiles à sa vérifiabilité et en les liant à la section « Notes et références ».
L'histoire du Sahara occidental est celle d'un territoire désertique peuplé par des tribus nomades, qui n'a jamais été organisé en État-nation. Elle est intimement liée à celle de ses voisins, le Maroc, la Mauritanie et l'Algérie. Après quelques tentatives infructueuses au XVe siècle, les Espagnols en font une colonie entre 1884 et 1975. À la suite du désengagement de l'Espagne en 1975 qui abandonnait ce territoire sans procéder au référendum du Peuple Sahraoui pour lequel elle était mandatée par l'ONU, le territoire était militairement envahi et annexé par le Maroc et la Mauritanie ; le Front Polisario, un mouvement indépendantiste, entreprend une lutte armée. Le Sahara occidental est aujourd'hui un territoire non autonome selon l'Organisation des Nations unies, revendiqué par le Royaume du Maroc (qui en contrôle environ 80 %) et la République arabe sahraouie démocratique (qui en contrôle environ 20 %) ; son statut définitif reste en suspens depuis le cessez-le-feu de 1991.

## Premiers occupants

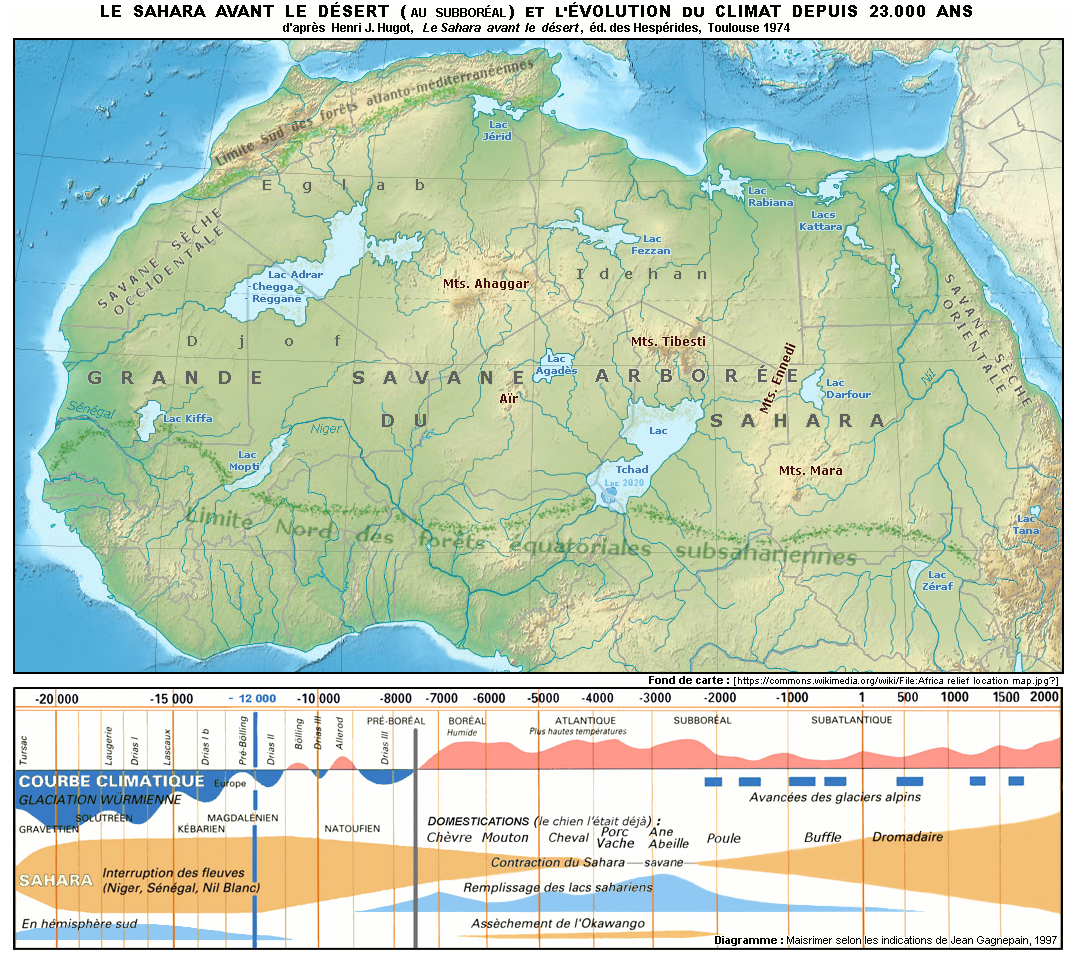
Le Sahara avant l'actuelle phase désertique.

### Préhistoire
Entre –5000 et –2000, le territoire du Sahara occidental est une savane arborée présentant une riche biodiversité, attestée par les restes fossiles et l'art rupestre, comprenant des autruches, des gazelles, des bovins, des éléphants, des girafes, des hippopotames ou des crocodiles, dont les premiers habitants tiraient leur subsistance, comme en témoignent l'art rupestre ou pariétal. Parmi ces peuples agro-pastoraux nomades, les anthropologues travaillant sur les artefacts, les préhistoriens étudiant les ossements et les linguistes recensant les toponymes pensent avoir identifié des Bafours, un peuple noir, et des Berbères, principalement sanhadja.

### Antiquité
La désertification progressive à partir de –2000 (époque holocène) assèche les lacs et chasse les animaux et les Bafours vers le sud. Durant le 1er millénaire avant notre ère, quelques communautés isolées, vivant dans les oasis, ont persisté sous l'exonyme Haratin. Quelques abris côtiers ont été visités par les Phéniciens et les Carthaginois venant de la façade atlantique du Maroc, dont Hannon le Navigateur vers les VIe-Ve siècles avant notre ère ; aucune trace concluante d'établissement permanent n'en a été retrouvée au Sahara occidental. Le Périple d'Hannon mentionne une « île de Cerné » (également « île d'Hern » ou « île des Hérons ») qui pourrait être l'île d'Arguin (Mauritanie) ou l'île d'Herne près de Dakhla.
Les Romains ne dépassent pas la Maurétanie tingitane (moitié nord du Maroc) et ne s'aventurent pas dans le désert, mais se contentent de commercer avec les caravanes d'or, de sel et d'esclaves traversant le Sahara. Pline l'Ancien et Ptolémée mentionnent le fleuve Draâ (Daratis) dans leurs écrits. La désertification entre –300 et +300 a rendu tout contact avec le monde extérieur très difficile jusqu'à l'introduction des dromadaires dans la région. Confrontés à un environnement hostile, les Berbères forment quelques communautés dans les oasis du désert et s'intéressent aux caravanes, soit pour les guider contre rémunération, soit pour les piller.[réf. nécessaire]

## Islamisation
L'islamisation du Sahara occidental a commencé dès le VIIIe siècle mais a longtemps été superficielle, une grande partie de la population conservant des pratiques animistes. Elle n'est pas directement le fait de la conquête arabe ; ce sont les Berbères eux-mêmes qui ont propagé l'islam vers le sud en commerçant de plus en plus régulièrement à travers le Sahara. En particulier, l'or du Sénégal est indispensable aux États arabes pour pouvoir frapper leur monnaie. En 745, le gouverneur de l'Ifriqiya, Abderrahman Ibn Habib, fait construire une série de puits entre le sud du Maroc et Aoudaghost (oasis et ville marchande, au sud de la Mauritanie actuelle).
Vers le IXe siècle, la confédération berbère des Zénètes (kharidjite) contrôle les oasis et centres marchands au nord du désert, dont Sijilmassa. Trois grandes tribus berbères sanhadja (malékites) contrôlent alors le désert : les Djoddala à l'ouest, près de la côte Atlantique, les Messoufa au nord, dans la vallée du Drâa et l'Anti-Atlas, et les Lemtuna, au centre et au sud. Une des routes caravanières les plus importantes relie Sijilmassa à l'empire du Ghana, passant par Aoudaghost, devenue la plus importante ville des Lemtuna. C'est là que le sel, extrait dans le nord du désert, est échangé contre l'or du Bambouk. Vers la fin du Xe siècle, le Ghana s'empare d'Aoudaghost et les Lemtuna se réfugient dans l'Adrar mauritanien tandis que d'autres Berbères se soumettent aux Ghanéens. Les Zénètes chassent au même moment les Sanhadja de Sijilmassa. À la même époque, la dynastie des Idrissides, qui régnait sur le Maroc, est vaincue par les Fatimides puis les Omeyyades de Cordoue.
Au début du XIe siècle, l'émir Tarsina fonde une nouvelle confédération sanhadja à partir des Lemtuna, Djoddala et Messoufa. Tarsina est tué peu après (1023) et son gendre Yahya Ibn Ibrahim lui succède.

### Almoravides (1030–1147)

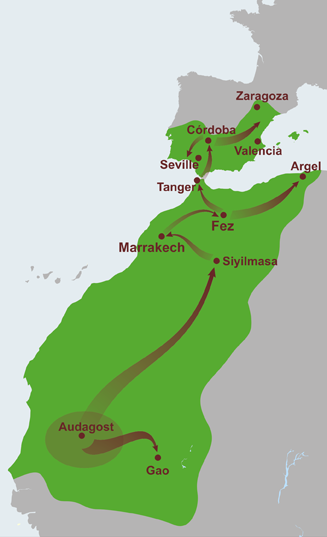
Conquête almoravide (Couleur verte).

Plusieurs versions légèrement différentes relatent l'avènement des Almoravides. Selon la plus courante, vers 1030, un chef djoddala, Yahya Ibn Ibrahim, se rend à la Mecque ; lors de son retour, il s'arrête à Kairouan pour parfaire sa connaissance de l'islam. Constatant de grands manques chez lui et ses hommes, il demande à ce qu'un professeur les accompagne dans le désert. En l'absence d'un candidat à Kairouan, il se rend à Sijilmassa où le religieux Abdallah Ibn Yasin, d'obédience malékite et puritain, accepte de le suivre. L'enseignement d'Ibn Yasin est rejeté par les Djoddala ; il se retire en Mauritanie (peut-être sur l'île de Tidra) où il fonde un ribāt ou couvent militaire. Vers 1050, il s'attire les faveurs du chef militaire des Lemtuna, Yahya Ibn Omar. Les Almoravides (al-Murābitūn, « ceux du ribāt ») parviennent alors à imposer leur doctrine aux Lemtuna puis aux autres Sanhadja et enfin à toute la région.
En 1053, Yahya Ibn Omar prend Sijilmassa aux Zénètes puis Aoudaghost en 1054 (tenue par les Zénètes pour le compte de l'empire du Ghana) mais meurt peu après à Tabfarilla lors d'une révolte des Djoddala. Son frère Abu Bakr Ibn Omar prend Aghmat vers 1058 puis s'attaque aux Berghouata (dans la région actuelle de Rabat) en 1059, qui tuent Abdallah Ibn Yasin probablement lors de ce combat. Abu Bakr ou son cousin, Youssef Ibn Tachfin, fonde la base militaire de Marrakech en 1062-1070. Au nord, Youssef Ibn Tachfin lève une nouvelle armée puis unifie le Maroc et l'ouest de l'Algérie actuelle, tandis qu'Abu Bakr Ibn Omar retourne dans le sud mater une nouvelle rébellion des Djoddala. En 1076, Abu Bakr capture Koumbi Saleh, la capitale de l'empire du Ghana. À la fin du siècle, Youssef Ibn Tachfin conquiert Al-Andalus. À leur apogée, les Almoravides contrôlent un territoire long de 3 500 kilomètres mais ne forment pas un royaume unifié.

### Arabisation des Berbères (1147–1405)
La lutte des Almoravides contre les Hilaliens (des tribus arabes venues de l'est, envoyées par les Fatimides) puis leur chute en 1147 aux mains des Almohades, contribuent à désorganiser les routes caravanières de l'ouest du désert, au profit de Tombouctou plus à l'est. Les Sanhadja se retrouvent ainsi isolés du Maghreb pendant un siècle. Au Maroc, les Almohades (issus de la tribu berbère des Masmoudas dans la région du Souss) concentrent leur attention vers le nord et l'est.
Les arrivants suivants sont les Banu Maqtil au XIIIe siècle, des bédouins arabes venus du Yémen, d'abord en soutien aux Mérinides opposés aux Almohades. En raison de l'hostilité des Mérinides eux-mêmes, des tribus maqtil nommées Banu Hassan quittent la vallée du Draâ et migrent vers le sud, allant jusqu'en Mauritanie. Ils entrent en conflits sporadiques avec les Sanhadja et dominent la région à partir de 1400, en s'alliant notamment avec les Djoddala contre les Lemtuna. L'émirat des Oulad Delim recouvre le sud du Sahara occidental actuel, tandis que celui des Oudaia contrôle le nord de la Mauritanie. Les Berbères ont un statut de « seconde classe » mais peuvent obtenir tous leurs droits en se convertissant à l’islam. L'islamisation du territoire devient vraiment complète vers cette époque, et les peuples berbères et arabes se mélangent peu à peu (à l'exception notable des Touareg, descendants presque directs des Sanhadja), donnant naissance au peuple maure. Le dialecte arabe des Banu Hassan, ou hassaniya, est toujours parlé par les Maures et les Sahraouis.
Ibn Khaldoun laisse un dernier témoignage écrit sur les Sanhadja en tant qu'entité autonome, peu avant sa mort vers 1405. Au sud, le Hodh et le Tagant (dont Aoudaghost) passent sous la domination de l'empire du Mali. Au XIIIe siècle, Ibn Fatima est le premier marin à atteindre la baie du Lévrier, où il s'échoue. Elle est alors sous le contrôle des Djoddala. Dans un planisphère de 1320, le territoire djoddala s'étend de l'île d'Arguin jusqu'au Seguia el-Hamra. Quelques autres navigateurs musulmans s'échouent encore aux XIIIe et XIVe siècles ; ils sont généralement bien accueillis par la population récemment islamisée.

### Commerce trans-saharien vers 1400
À l'ouest du Sahara, la piste Sijilmassa-Teghazza-Aoudaghost reste la plus importante. Plus à l'est, les pistes relient l'Ifriqiya à Tombouctou et Gao. Ibn Khaldun rapporte l'existence d'une caravane annuelle de 12 000 chameaux. Les principales cargaisons sont le sel et l'or. Le sel est extrait au nord, dont le Seguia el-Hamra et Teghazza, au nord du Mali actuel, et transporté en blocs. L'or est extrait au sud, dans le Bambouk puis le Bouré (dans l'actuelle Guinée) et l'Akan (future Côte-de-l'Or), transporté sous forme de poussière d'or et frappé en monnaie dans les villes du Nord. Plusieurs écrivains arabes affirment qu'au Soudan, « l'or pousse comme les carottes ». Les Soudanais importent aussi des chevaux, des étoffes, du cuivre, de l'argent, des perles, des cauris, de la verrerie, des dattes, des figues et de nombreux biens finis. Par ailleurs, ils exportent des esclaves, des épices, des noix de kola, des peaux ou de l'ivoire.
Les Massoufa sont réputés comme guides. D'autres tribus berbères vivent de tributs payés par les caravanes pour ne pas être attaquées, et durant la seconde moitié du XIVe siècle, les nombreux raids des tribus arabes récemment arrivées dans la région contribuent à désorganiser le commerce et à favoriser Tombouctou aux dépens d'Oualata.

## Incursions européennes (1434–1541)

### Premiers voyages
La première expédition connue vers la mer des Ténèbres, menée par Vandino et Ugolino Vivaldi, part de Gênes en 1291. Elle espère atteindre les Indes par voie maritime mais elle disparaît sans laisser de traces. Le Catalan Jaume Ferrer disparaît en 1346, il est mentionné sur le planisphère de Cresques (1375) comme étant parti per mar al Riu de l'Or. Il s'agit vraisemblablement d'une référence au fleuve Sénégal dont la richesse en or était connue mais le nom Río de Oro s'applique plus tard au sud du Sahara espagnol.
Des marins dieppois auraient atteint la Guinée en 1364-1410 ; selon Mercer, ces expéditions sont inventées. Vers 1400, les Européens sont parvenus aux îles Canaries et à la côte africaine adjacente ; ils connaissent le nom de Seguia el-Hamra depuis 1350. À cette époque, les Sanhadja et les Hassinya occupent la côte tandis qu'au sud les Djoddala passent sous la domination des Oulad Delim. Les premiers explorateurs européens débarquent près du cap Bojador en 1405 et y attaquent une caravane ; d'autres raids se produisent mais les Européens tentent aussi de commercer. Face à une opposition locale déterminée, ils restent confinés à la côte.

### Implantation des Portugais
Sous l'impulsion d'Henri le Navigateur, Gil Eanes est le premier à franchir le cap Bojador en 1434 et à revenir. Entre 1434 et 1446, une cinquantaine de caravelles portugaises parviennent jusqu'au fleuve Sénégal. Les Portugais s'installent sur l'île d'Arguin (dans l'actuelle Mauritanie) en 1445, et ramènent un butin d'or et d'esclaves ; ils y établissent leur premier fort en 1448. La chronique de ces expéditions est tenue par Gomes Eannes de Azurara. En 1445, João Fernandes est détenu pendant sept mois comme otage par les Sanhadja, dont il ne comprend pas initialement l'arabe hassinya ; il ramène le premier témoignage de la vie nomade aux Européens et indique notamment que les tribus ne sont pas soumises aux royaumes du Maghreb. En 1455, Henri interdit les raids de conversion chez les Sanhadja.
En 1456, à la suite d'affrontements entre le cap Ghir et le cap Bojador, le pape Calixte III choisit ce dernier comme ligne de partage entre Castille (au nord) et Portugal (au Sud). Vers 1487, les Portugais ramènent de l'or et environ 1 000 esclaves noirs par an ; ils les achètent aux nomades contre du blé et du tissu (on reconnaît les hommes importants à leurs vêtements en étoffes européennes). Les nomades échangent eux-mêmes des chevaux amenés du Maroc contre les esclaves qu'ils obtiennent à bas prix ; ils utilisent aussi des cauris pour commercer entre eux. Les Portugais tiennent également plusieurs pêcheries sur la côte, où ils font sécher leurs prises.

### Forts espagnols
En 1449, le roi Jean II de Castille accorde à Juán de Guzman les terres situées entre le cap Ghir (cabo de Aguer, près d'Agadir) et le cap Bojador mais la première expédition castillane sur le continent ne date que de 1476. Ils érigent un fort nommé Santa Cruz de Mar Pequeña en face des Canaries. La localisation du fort n'est pas connue avec précision, il peut s'agir du Wadi Chebica, de Puerto Cansdao ou de Sidi Ifni. Le fort est rapidement assiégé par 10 000 fantassins et 2 000 à 3 000 cavaliers, le gouverneur des petites Canaries Diego de Herrera n'envoie que 700 hommes en renfort et le fort est abandonné. Les Castillans se limitent alors à des raids ; ainsi, vers 1480, ils attaquent la région de Taghaost (Legsabi) et ramènent 158 esclaves. La découverte de l'Amérique par Christophe Colomb en 1492 détourne rapidement l'attention des Espagnols vers ce nouveau continent.
Les Castillans reviennent en 1496 avec 34 soldats. Le 13 février 1499, les Aït Atta, une confédération berbère qui contrôlait la région de Messa, la vallée du Draâ et Icht (approximativement la région Sous-Massa-Draa actuelle), reçoivent une délégation dans leur capitale de Taghaost, se soumettent à la couronne espagnole et envoient des ambassadeurs à la cour. Le commerce croît avec l'Espagne, et celle-ci envoie aussi ses premiers exilés « aux Barbaresques ». Cependant, la paix avec les Aït Atta ne s'applique pas aux autres tribus comme les Massa et d'autres forts sont construits, à Taghazout, à San Miguel sur l'Oued Assaka et au cap Bojador. Le fort de San Miguel, construit alors qu'une armée de nomades hostiles s'amasse, tombe au premier assaut et les trois quarts des défenseurs Espagnols sont tués. En 1502, les Espagnols tentent de construire un nouveau fort au cap Ghir, dans la zone dévolue au Portugal par le traité de Tordesillas. Avant son achèvement, ils sont contraints de l'abandonner sur ordre du roi. En 1505, avec l'accord des Massa, les Portugais construisent leur propre fort, Santa Cruz do Cabo de Aguer, à Agadir (à 40 kilomètres du cap). En 1508, afin de lutter contre les pirates barbaresques (selon la version Espagnole), les Castillans occupent l'île de Peñón de Vélez de la Gomera en Méditerranée, violant à nouveau le traité de Tordesillas. En réparation, lors du traité de Capitulation de Cintra (18 septembre 1509), ils abandonnent leur zone d'influence entre la Massa et le cap Bojador aux Portugais, ne conservant que Santa Cruz de Mar Pequeña.

### Victoire des Saadiens
Les tribus de la vallée du Draâ organisées autour de plusieurs confréries religieuses et exaspérées par les offensives des Européens, décident de reprendre leur territoire par la force. En 1511, ils attaquent le fort portugais d'Agadir, sans succès. En 1516, ils subjuguent les Massa et les Ait bou Aita et prennent Taghaost. En 1517, ils prennent et rasent Santa Cruz de Mar Pequeña mais les Espagnols reconstruisent le fort quelques jours plus tard. En 1524, un nouvel assaut les chasse définitivement ; il s'agit de la dernière incursion espagnole au Sahara occidental avant 1884. En 1541, le fort portugais de Santa Cruz do Cabo de Aguer est détruit à son tour. En 1554, ils finissent par chasser les Wattassides du pouvoir et fondent la dynastie des Saadiens.

### Arguin (1541–1728)
Les Européens évitent largement le Maroc et le Sahara occidental par la suite et se concentrent sur des côtes plus propices, à partir du Sénégal. Après l'union du Portugal et de l'Espagne, la Hollande en guerre avec les Ibériques s'empare du fort d'Arguin en 1638 et contrôle l'île jusqu'en 1678 (les Anglais l'occupent quelque temps en 1665). La France s'empare alors de l'île mais l'abandonne rapidement. En 1685, Frédéric Guillaume Ier de Brandebourg conquiert la place. Ses successeurs cèdent ces comptoirs aux Hollandais en 1717. Les Français et les Hollandais se disputent l'île jusqu'en 1728 où elle passe sous le contrôle de chefs tribaux locaux.

## Domination marocaine (1541–1884)

### Saadiens
Avec l'avènement de la dynastie marocaine des Saadiens, l'ascendant marocain devient effectif sur le Sahara occidental. Au sud, ils avancent jusqu'à Tombouctou et au Sénégal. En 1591, à la bataille de Tondibi, les troupes d'Ahmed al-Mansur Saadi, commandées par Djouder, un eunuque espagnol converti, remportent une victoire décisive sur l'empire songhaï auquel les Touareg (berbères du centre du désert, descendants non-arabisés des Sanhadja) payaient jusqu'alors tribut. L'apogée marocaine ne dure pas : après la mort d'al-Mansur en 1603, ses fils se déchirent le Maroc ; le pays se désintègre en une multitude de fiefs tandis que les Européens se créent de nouvelles enclaves au nord. Vers 1632, Tombouctou et Gao déclarent leur indépendance et les nomades reprennent le contrôle du désert.
En 1644, les Sanhadja se révoltent contre les Hassaniya du désert et déclenchent la guerre de Charr Boubba. Menés par un émir lemtuna, Nasr ad-Din, ils sont battus dans le Trarza, au sud-ouest de la Mauritanie. En 1674, la région est de nouveau sous contrôle arabe.

### Alaouites

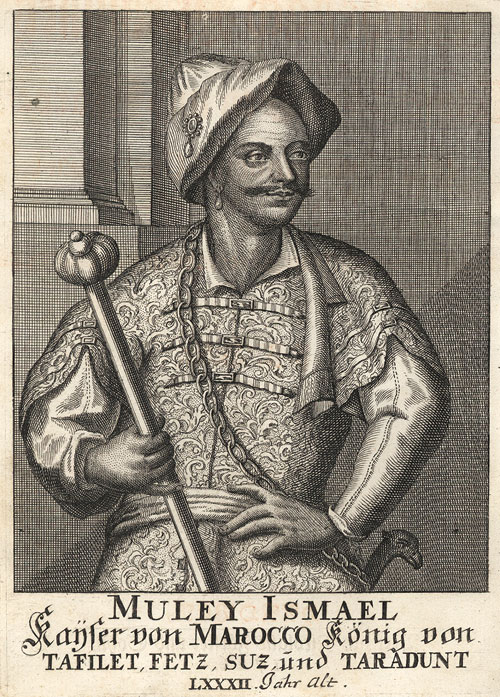
Moulay Ismail

L'Alaouite Moulay Ismail mène ensuite plusieurs expéditions dans le désert afin de reprendre le contrôle des routes caravanières et consolide la souveraineté marocaine. Il nomme les gouverneurs de Taghaza (où se trouvent les mines de sel), Touat, Shinqit et Semara. En 1724, il envoie ses troupes noires, les Abid al-Bukhari, aider l'émir du Trarza à attaquer le poste français de Saint-Joseph sur le Sénégal. Ce renouveau d'activité marocaine dans le désert forme la base historique à la revendication du Maroc sur le territoire du Sahara occidental. Après la mort de Moulay Ismail en 1727, le contrôle marocain redevient plus incertain. Ainsi, le 28 mai 1767, le sultan Mohammed III du Maroc signe le traité de Marrakech avec Charles III d'Espagne dans lequel il reconnaît que
« S. M. Impériale se réserve de délibérer sur le comptoir que S. M. Catholique veut fonder au sud du fleuve Noun, car elle ne peut prendre la responsabilité des accidents et des malheurs, sa domination ne s’étendant pas jusque-là… De Santa Cruz vers le Nord, S. M. Impériale accorde aux Canariens et aux Espagnols la pêche sans y autoriser aucune autre nation,. » La version en arabe du traité n'implique pas une renonciation de souveraineté aussi nette.
Lors du traité de Meknès de 1799, signé lui aussi avec l'Espagne, le Maroc indique que l'Oued Noun lui-même (anciennement Assaka) n'est pas sous sa souveraineté,. Cependant, vers la fin du siècle, l'investiture de l'émir de la confédération Trarza revient au sultan du Maroc. À l'instar du traité de Marrakech la version arabe du traité de Meknès n'implique pas une renonciation de souveraineté aussi nette.

### Retour de l’Espagne (1859)
En 1859, l'Espagne déclenche la guerre d'Afrique contre le Maroc, et impose ses conditions en 1860 dans le traité de Tétouan. Elle obtient une enclave autour de l'endroit où se trouvait le fort de Santa Cruz de Mar Pequeña, mais ne peut indiquer avec précision sa localisation. En 1878, l'expédition du Blasco de Garay trouve des ruines à l'embouchure de l'oued Noun et obtient la permission des chefs locaux pour y construire un port de pêche. Le sultan Moulay Hassan propose alors d'installer le port à Ifni, hors de la zone sous traité, mais l'hostilité des populations locales empêche les Espagnols de prendre possession du territoire. Ils réussiront à s'imposer en 1934.

### Donald MacKenzie

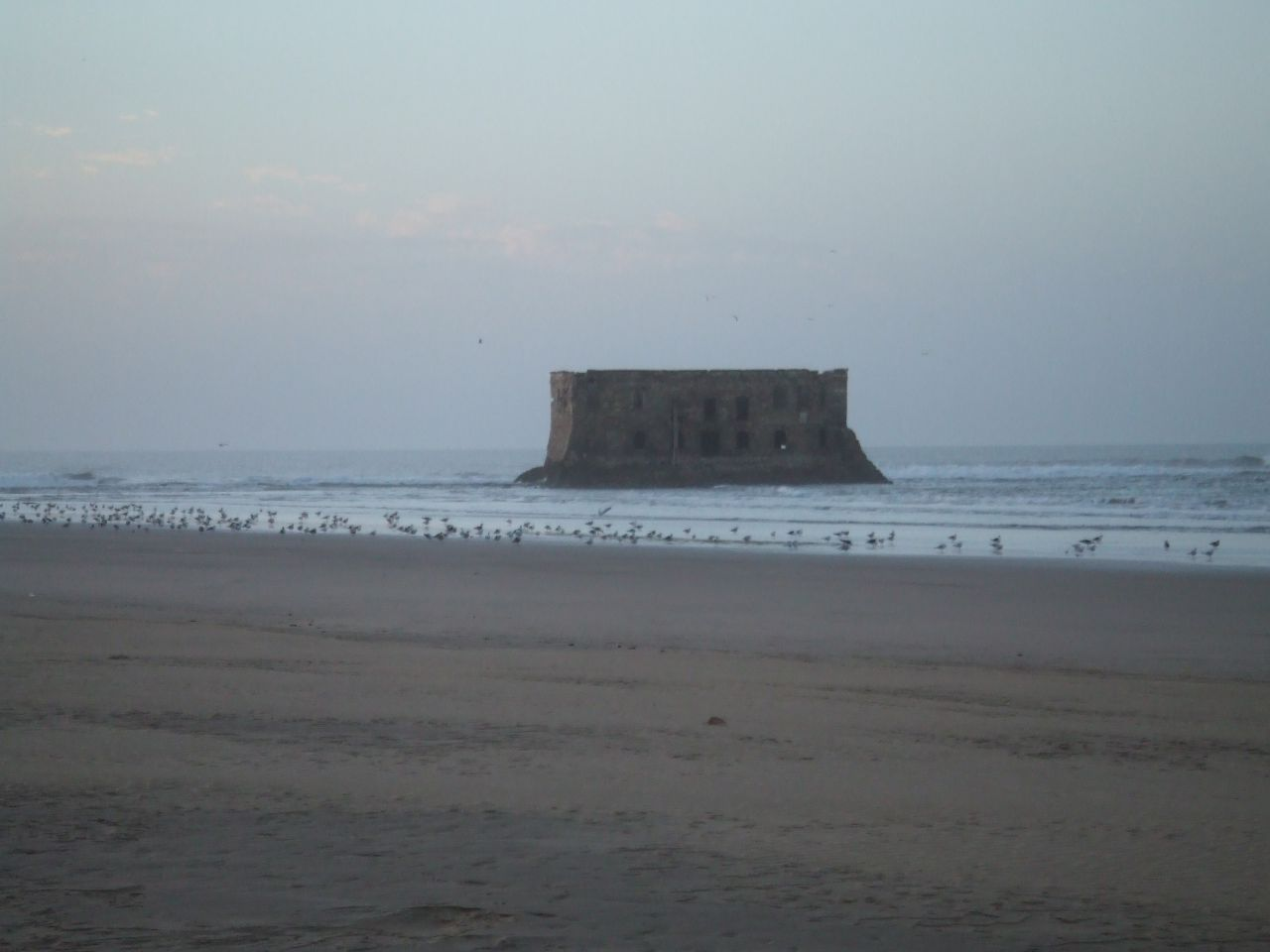
La Casa del Mar, construite en 1889 par Donald MacKenzie à Tarfaya.

À la fin du XIXe siècle, le Sud du Maroc est toujours bilad al-siba, zone insoumise au pouvoir royal. En 1879, l'Écossais Donald MacKenzie obtient l'accord d'un chef du Souss, Mahammad Bayruk, pour établir un comptoir près de Cap Juby ainsi qu'une bande de trois kilomètres sur douze. Port Victoria, géré par la North-West Africa Company de MacKenzie, espère capter une partie du commerce caravanier.
Le sultan Moulay Hassan du Maroc, craignant de perdre ce commerce avec le Sahara et de voir MacKenzie armer les tribus du sud, offre de l'argent à celui-ci pour partir mais MacKenzie refuse. En 1880, le sultan envoie une expédition pour mettre à sac le comptoir mais elle ne cause que des dégâts mineurs. MacKenzie cherche alors à étendre sa compagnie et prend contact avec l'émir de l'Adrar mauritanien. L'expédition suivante du Maroc a lieu en 1882 afin de soumettre les tribus du Souss et de déloger MacKenzie. Elle se solde par un échec et jusqu'à 6 000 des 20 000 soldats seraient morts de soif,.
En 1884, la perspective de voir MacKenzie établir un nouveau comptoir dans le Río de Oro décide les Espagnols à prendre les devants et débarquer eux-mêmes. Ils tentent également de l'empêcher d'utiliser ses entrepôts aux Canaries mais la pression britannique les en dissuade. En 1888, le Maroc fait assassiner le gérant du comptoir de Cap Juby ; sous pression britannique, il est contraint de payer 5 000 livres en compensation. Des combats sporadiques ont lieu entre les Izarguien, alliés de MacKenzie, et les troupes marocaines. Les Français s'inquiètent à leur tour que des armes destinées à leurs ennemis soient importées via Cap Juby.
En 1893, le Maroc organise une nouvelle expédition dans le Tafilalet (où se trouvait l'ancienne Sijilmassa). Quinze à trente mille soldats vont de Fès à Marrakech via les oasis du Tafilalet. Le sultan Moulay Hassan qui les commande reçoit les témoignages de soumission (et des arriérés d'impôts) des chefs locaux, et réaffirme son autorité sur la région dont est originaire sa dynastie,.

### Traité anglo-marocain de 1895 et frontières du Maroc
Peu avant 1895, le gouvernement britannique tente d'obtenir l'indépendance de jure de la région du Cap Juby, afin d'éviter un nouveau conflit avec le sultan, mais ne parvient pas à un accord. Il décide alors de vendre l'entreprise au sultan pour 50 000 livres, théoriquement afin de transformer l'enclave en port franc. Le traité anglo-marocain du 13 mars 1895 stipule que : « …Aucune Puissance ne pourra émettre des prétentions sur les territoires allant de l'Oued Draâ au Cap Bojador et appelés Tarfaya comme il est dit plus haut et à l'intérieur parce que ces territoires appartiennent au Maroc. »
Le texte du traité fait partie des pièces apportées par le Maroc à la Cour internationale de justice en 1975 pour étayer sa revendication de souveraineté sur ces territoires. Cependant, la Cour internationale de justice stipule que la correspondance diplomatique britannique de l'époque indique à plusieurs reprises que la région du Cap Juby ne fait pas partie du Maroc qui pour les Britanniques s'arrête au Draâ. Ainsi, le traité représente un accord de la part de la Grande-Bretagne de ne pas contester les prétentions futures du sultan au sud et non une reconnaissance de sa souveraineté existante sur ces territoires. Quelques écrits suggèrent une reconnaissance étrangère de la souveraineté du Maroc sur le Río de Oro, comme une lettre de l'ambassadeur de France à Tanger en date du 10 novembre 1898 inclut le passage : « La presse espagnole mène grand bruit autour de nouvelles récemment reçues de Rio de Oro et d'après lesquelles un nombre considérable de marocains -quatre ou cinq mille- s'approcheraient avec une attitude agressive de ladite factorie. » Cependant, la convention franco-espagnole de 1904 indique que « le gouvernement de la République française reconnaît que l'Espagne possède à compter de ce jour toute liberté d'action au regard des territoires compris entre 26 degrés et 27 degrés 40 minutes de latitude nord et le 11e méridien ouest de Paris, qui sont en dehors des limites du Maroc. » Plus généralement, aucun texte officiel de l'époque n'atteste une reconnaissance de la souveraineté marocaine sur le Sahara occidental au moment de la colonisation espagnole.

## Sahara espagnol (1884–1975)

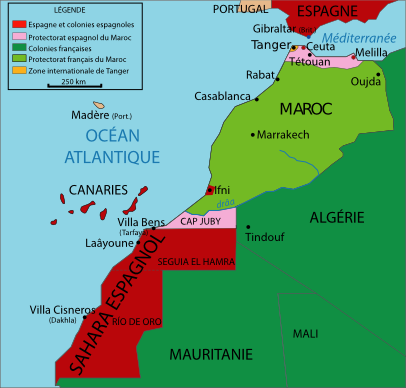
Le Sahara occidental (Sahara espagnol), colonie espagnole.

Depuis le XVIIIe siècle, des pêcheurs espagnols des Canaries viennent près des côtes du Sahara occidental, où les poissons abondent. À la fin du XIXe siècle, plusieurs sociétés africanistes se forment afin d'explorer et d'exploiter ce territoire encore largement inconnu. Par ailleurs, l'avancée des Britanniques et des Français dans la région pousse les Espagnols à être les premiers à le revendiquer.

### Établissement du protectorat
En 1881, la Sociedad Pesquerías Canario-Africanas construit un débarcadère sur la pointe Durnford, à l'emplacement de Villa Cisneros. En janvier 1884, Emilio Bonelli y Hernando de la Sociedad Española de Africanistas y Colonistas signe un traité avec des chefs sahraouis qui cèdent la péninsule de Río de Oro à l'Espagne mais celle-ci n'en prend pas possession. Le 28 novembre, Emilio Bonelli signe un autre traité avec trois représentants des Oulad bou Sbaa (Sba) qui autorise l'établissement de comptoirs : Villa Cisneros (à Río de Oro, actuelle Dakhla), Puerto Badía (à Angra da Cintra) et Medina Gatell (à La Guera, actuelle Lagouira).
Le 26 décembre 1884, l'Espagne proclame un protectorat nommé Río de Oro sur la côte allant du cap Bojador au cap Blanc (Bahia del Oeste), ostensiblement à la demande de la population locale. Le protectorat permet également de fermer la porte à Donald MacKenzie qui cherchait à établir de nouveaux comptoirs sur cette côte. La conférence de Berlin entérine la revendication espagnole le mois suivant. Villa Cisneros est le chef-lieu administratif et Bonelli y fait construire un fort avec des ouvriers des Canaries. Le 6 avril 1887, le protectorat espagnol est étendu au Seguia el-Hamra au nord ainsi qu'à 240 kilomètres à l'intérieur des terres où commence l'émirat d'Adrar. Il est alors placé sous l'autorité du gouverneur-général des Canaries qui nomme un sous-gouverneur. En mars 1887, Villa Cisneros est attaquée et pillée par les Oulad Delim puis à nouveau en mars 1892 et en novembre 1894. Le 2 mars 1895, les Espagnols signent un accord avec le cheikh Ould Laroussi des Oulad Delim. Toutefois, en mars 1898, une bande d'Oulad Delim attaque à nouveau Villa Cisneros, tue plusieurs employés de la Compagnie commerciale hispano-africaine (Compañia Mercantil Hispano-Africana) et pille les stocks tandis que les Espagnols fuient en bateau jusqu'aux Canaries.
Le 27 juin 1900, la France et l'Espagne signent le traité de Paris qui définit la frontière entre le Río de Oro (espagnol) et la Mauritanie (française). Le 4 octobre 1904, la convention de Paris fixe les frontières du Saguia el-Hamra et de Cap Juby, tandis qu'éclate l'affaire Jacques Lebaudy. Le 27 novembre 1912, après l'établissement du protectorat français sur le Maroc, la convention de Madrid confirme ces frontières et fixe celles de l'enclave d'Ifni où les Espagnols ne sont toujours pas parvenus à s'imposer.

### Ma El Ainin
Les Espagnols ne s'aventurent pas en masse à l'intérieur des terres et évitent ainsi l'affrontement avec les nomades. Ce sont les Français, beaucoup plus agressifs, qui avancent en Mauritanie après avoir colonisé l'Algérie et la Tunisie et qui provoquent le soulèvement d'une partie des nomades. Vers 1895, le chef religieux sahraoui Ma El Ainin construit un ribat à Smara, jusque-là simple point d'eau et carrefour caravanier, d'où il lance un appel à la guerre sainte contre les colonisateurs. Armé et financé par le sultan du Maroc contre la reconnaissance de la souveraineté de celui-ci sur le Sahara occidental et la Mauritanie, Ma El Ainin s'empare du comptoir de Donald MacKenzie à Cap Juby la même année. Vers 1905, il envoie un de ses fils dans l'Adrar mauritanien afin d'y mener la résistance contre les Français et il est peut-être à l'origine de l'assassinat à Tidjikdja de Xavier Coppolani, le commissaire français de Mauritanie (12 mai 1905). La mort de Coppolani désorganise l'avancée française mais ne l'arrête pas. En 1907, Henri Gouraud, qui vient de soumettre une rébellion au Soudan français (Mali), est nommé commissaire et reprend l'offensive. Ma El Ainin se rend au Maroc pour obtenir des armes et choisit alors de traiter avec Abd al-Hafid, opposé aux Français et frère du Moulay Abd al-Aziz, lui-même collaborateur. Les affrontements en 1908-1909 tournent cependant à l'avantage de Gouraud, Ma El Ainin est contraint de quitter Smara (toujours inachevée) et s'installe à Tiznit où il se proclame Mahdi. Le 23 juin 1910, le général Moinier bat une armée de 6 000 Marocains et insoumis de l'Adrar à Tadla ce qui met un terme aux ambitions de Ma El Ainin. Il meurt le 23 octobre 1910 à Tiznit.
En mai 1911, Abd al-Hafid renverse Abd al-Aziz. Il se retrouve assiégé par des tribus berbères à Fès et est contraint de demander aux Français de l'aider ce qui conduit à l'établissement du protectorat en 1912.

### Victoire des Français
Ahmed al-Hiba, un des fils de Ma al-'Aynayn, se proclame Mahdi et sultan de Tiznit en 1912. Il étend son pouvoir au Sahara occidental tandis que ses frères s'emparent d'Agadir et Taroudant ; en août, le « Sultan Bleu » fait une entrée triomphale à Marrakech à la tête de 10 000 hommes mais il est battu à Sidi Bou Othmane. En 1913, une colonne française part de Mauritanie, arrive à Smara et détruit partiellement la ville. En représailles, des troupes nomades menées par Agdaf, un autre des fils de Ma El Ainin, tuent quarante Français dans le Sud.
Pendant la Première Guerre mondiale, les Allemands et les Turcs tentent d'armer les nomades contre les Français. Un sous-marin allemand livre des armes en 1916 mais l'équipage est capturé peu après à Cap Juby par les Espagnols. En 1916, bénéficiant de la neutralité d'Al-Hiba et des Français à son égard, le colonel Francisco Bens chasse les Sahraouis de Cap Juby qui devient Villa Bens. Al-Hiba est repoussé dans l'Anti-Atlas où il meurt en 1919 ; son frère Merebbi Rebbu prend la tête de la résistance. Les Français soumettent le Souss puis le Rif ; vers 1929 la résistance est confinée au désert côtier du Saguia el-Hamra.
En 1932, la neutralité relative de l'Espagne dans la guérilla entre Français et Sahraouis prend fin lorsqu'un détachement de méharistes Oulad Delim déserte avec ses armes. En 1934, les Français battent les Reguibat et s'emparent de Tindouf, réalisant la jonction avec les troupes de l'Adrar et encerclant les derniers résistants sahraouis. Les Espagnols achèvent alors la prise de contrôle de leur territoire par l'intermédiaire d'auxiliaires recrutés parmi les nomades (Tercio Africanos) en occupant les localités de l'intérieur dont Smara ainsi qu'Ifni.

### Domination espagnole
Le mode de vie des Sahraouis change peu sous l'administration espagnole : ils restent pasteurs nomades avec leurs propres traditions, dont des assemblées coutumières (djemaa), et une justice propre (droit musulman et orf coutumier). La présence espagnole elle-même se limite à quelques villes où se fait le commerce avec les nomades. La ville d'El Aaiún (Laâyoune) est fondée en 1938 après la découverte d'une nappe phréatique importante.
Pendant la Seconde Guerre mondiale, les Espagnols entreprennent la première campagne d'exploration scientifique du Sahara occidental, les Estudios Saharianos, et améliorent l'infrastructure économique et sociale du territoire. En 1947, l'Espagne fonde l’Afrique occidentale espagnole (África Occidental Española) qui comprend Ifni, la bande de Tarfaya, le Seguia el-Hamra et le Río de Oro. À partir des années 1950, plusieurs sécheresses poussent une partie de la population nomade à se sédentariser dans les zones urbaines ce qui les amène au contact des Espagnols et provoque de nouvelles tensions liées au statut colonial.

### Début de la décolonisation

« Grand Maroc ».

Le Maroc gagne son indépendance en 1956. Sous l'impulsion de nationalistes comme Allal Al-Fassi et son parti de l'Istiqlal, il entreprend alors de reconstituer son intégrité territoriale avec l'objectif d'un « Grand Maroc » rassemblant toutes les terres qui ont appartenu historiquement dans une période ou dans une autre au royaume du Maroc. Soutenu par l'ensemble des pays membres de la Ligue arabe il revendique ainsi tous les territoires encore contrôlés par les Espagnols et une partie des territoires contrôlés par les Français (une portion du Sahara autour de Tindouf et Bechar ainsi que la Mauritanie jusqu'à Saint-Louis du Sénégal mais pas le Mali, qu'Al-Fassi revendique sans soutien). Il s'oppose à l'indépendance de la Mauritanie en 1960 puis à son admission à l'ONU l'année suivante et ne la reconnaît qu'en 1969, la Mauritanie ne sera membre dans la ligue Arabe qu'après sa reconnaissance par le Maroc. Après la guerre des sables de 1963, il renonce également à Tindouf. Le Sahara espagnol devient alors la principale revendication marocaine.
En 1957, Moktar Ould Daddah, le futur fondateur de la Mauritanie, déclare : « En un mot nous nous réclamons de cette même civilisation de désert dont nous sommes si justement fiers. Je convie donc nos frères du Sahara espagnol à songer à cette grande Mauritanie économique et spirituelle. », et lance ainsi l'idée d'une Grande Mauritanie. La découverte d'immenses gisements de phosphate à Boukraa par Manuel Alia Medina à partir de 1947 et surtout dans les années 1960 rend soudainement le Sahara occidental économiquement viable (les premières exportations ne commencent qu'en mai 1973). Il attire alors la convoitise de ses voisins : le Maroc, outre l'idée d'un « Grand Maroc », espère contrôler le principal concurrent potentiel de ses propres dépôts de phosphate, la Mauritanie souhaite de trouver des ressources naturelles supplémentaires. De son côté, l'Espagne franquiste n'a plus aucune inclination à décoloniser cette terre devenue riche. Enfin, selon Virginia Thompson et Richard Adloff, les Sahraouis eux-mêmes, qui n'ont jamais formé de nation, découvrent que le désert contient bien plus que le pâturage et l'eau pour leurs troupeaux et conçoivent un nationalisme de toutes pièces.

### Guerre d’Ifni (1957-1958)
En 1956, le Maroc crée une armée de libération du Maroc du sud, composée principalement de tribus sahraouies afin de lutter contre l'occupation espagnole à l'enclave de Sidi Ifni et au Sahara occidental. La guerre d'Ifni débute en octobre 1957. Après plusieurs succès, l'armée de libération est repoussée puis détruite en février 1958 par une action conjointe franco-espagnole nommée « opération ouragan » (partie espagnole) et « opération écouvillon » (partie française).

### Réformes espagnoles
Le Sahara espagnol est créé le 12 janvier 1958 en rassemblant les territoires de Río de Oro et Saguia el-Hamra. La même année, l'Espagne cède la bande de Tarfaya au Maroc et dissout l'Afrique occidentale espagnole ; le Saguia el-Hamra et le Río de Oro deviennent des provinces espagnoles de plein droit, élisant leurs représentants aux Cortes Generales (qui n'ont pratiquement aucun pouvoir sous Franco), tandis qu'Ifni obtient un conseil municipal. Le 19 avril 1961, El Aaiún devient la capitale du Sahara espagnol. En 1962, l'Espagne lance un nouveau plan de modernisation économique. Les premières élections municipales ont lieu en 1963 puis tous les deux ans. En 1967, l'Espagne met en place une assemblée territoriale, la Jemaa (ou Yemaa), qui n'a elle non plus pratiquement aucun pouvoir.

### Droit à l’autodétermination
Dès 1963, le Sahara espagnol était inscrit à la demande du Maroc sur la liste des territoires non-autonomes. Le 17 décembre 1965, dans sa résolution 2072, l'Assemblée générale des Nations unies invite l'Espagne à prendre immédiatement les mesures nécessaires pour la libération de la domination coloniale des territoires d'Ifni et du Sahara espagnol et à engager à cette fin des négociations sur les problèmes relatifs à la souveraineté que posent ces deux territoires. L'Espagne et le Portugal votent contre la résolution tandis que la France, l'Afrique du Sud, le Royaume-Uni et les États-Unis s'abstiennent.
Dès lors, cette question est inscrite chaque année à l'ordre du jour de la quatrième commission de décolonisation et fait l'objet de sept résolutions supplémentaires de l'Assemblée générale entre 1966 et 1973, enjoignant l'Espagne à mettre en œuvre de ce droit à l'autodétermination. Depuis lors, l'ONU a toujours confirmé sa position en faveur de l'autodétermination de la population sahraouie. Des recommandations du même type émanent depuis des années du Conseil du Sécurité des Nations unies, de l'OUA, du mouvement des non alignés, du Parlement européen, invitant toutes les parties, à coopérer pleinement avec les Nations unies afin de progresser vers une solution politique consensuelle de leur différend régional. En 1969, l'Espagne restitue la région d'Ifni au Maroc.[réf. nécessaire]

### Fondation des mouvements indépendantistes
Après l'écrasement des soulèvements de 1957-1958, il faut attendre plusieurs années avant la reconstitution de nouveaux mouvements d'abord pacifistes puis plus enclins à obtenir l'indépendance par la force. Le premier mouvement indépendantiste, le Frente de Liberacíon del Sahara bajo Dominacíon Española, est fondé en 1966 mais il n'entreprend aucune action. En 1967, Mohammed Bassiri fonde le Mouvement de libération du Seguia el-Hamra et Oued ed-Dahab (Harakat Tahrir Saqia al-Hamra wa Wadi al-Dhahab), précurseur pacifique du Polisario. Le 17 juin 1970, des manifestants conduits par Mohammed Bassiri amènent une pétition au gouverneur général du Sahara espagnol à Laâyoune. Alors que la manifestation se disperse, la police tente d'arrêter les meneurs ; les manifestants résistent, le gouvernement fait intervenir les Tercio Africanos qui tirent sur la foule, faisant onze morts. Des centaines de personnes sont arrêtées dans les jours suivants dont Bassiri qui disparaît en prison, vraisemblablement assassiné ou torturé à mort. En 1969, Édouard Moha (Moha R'guibi) fonde le Mouvement révolutionnaire des Hommes bleus - le (Morehob)- qui revendique le rattachement au Maroc et s'oppose aux indépendantistes.
En 1971, El-Ouali Moustapha Sayed, un Sahraoui alors étudiant en droit, et d'autres étudiants à Rabat commencent à envisager la possibilité de libérer le Sahara occidental par la force en refusant toute ingérence marocaine. En 1973, les autorités marocaines interviennent pour dissoudre son groupe et Sayed fuit dans le désert. Le 10 mai 1973, le Frente Popular de Liberación de Saguía el Hamra y Río de Oro ou Front Polisario est fondé à Aïn Bentili (Mauritanie) afin de contraindre l'Espagne par la force de renoncer à la colonisation mais aussi en opposition au rattachement avec le Maroc et la Mauritanie. El-Ouali Moustapha Sayed est élu secrétaire général. Le 20 mai, lors du raid de Khanga, le Polisario s'empare d'un poste militaire et saisit des armes. Pour contrer le Polisario, Hassan II encourage en 1974 la fondation du Front de libération et de l'unité (FLU), pro-marocain. Enfin, en février 1975, les Espagnols autorisent un Partido de la Union Nacional Sahraoui afin de conserver un lien avec l'Espagne mais son dirigeant, Khalihenna Ould Rachid, fait allégeance au roi marocain et se rallie rapidement au Maroc. À l'instar de Khalihenna Ould Rachid plusieurs chioukhs sahraouis font allégeance au Maroc.

### Avis de la Cour internationale de justice
Le 21 août 1974, l'Espagne annonce la tenue d'un référendum d'autodétermination pour le début de 1975. Le roi du Maroc Hassan II déclare alors s'opposer y compris par la force à tout référendum qui pourrait aboutir à l'indépendance du territoire contesté ; le 17 septembre, il propose l'arbitrage de la Cour internationale de justice. En octobre, lors du sommet de l'OUA à Rabat, le Maroc et la Mauritanie concluent oralement un accord secret afin de se répartir le territoire. L'Algérie est alors publiquement favorable à un Sahara occidental indépendant et non-aligné, mais selon François d’Araignon il semble qu'elle ait cautionné l'accord mauritanio-marocain.
L'Espagne effectue un rapide recensement de la population du Sahara espagnol en 1974 afin de déterminer la liste des participants au scrutin d'autodétermination. Le recensement conclut à une population de 70 à 80 000 habitants, mais ne prend pas en compte les Sahraouis réfugiés dans les pays voisins, ni les nomades. Le Polisario, lui, estime la population à 250 000– 300 000 personnes. Le 13 décembre 1974, l'Assemblée générale de l'ONU adopte la résolution 3292. Elle réaffirme le droit à l'autodétermination du Sahara espagnol, demande à la Cour internationale de Justice d'émettre un avis consultatif sur le statut et les liens juridiques du territoire et mandate une mission de visite dans le territoire.
La mission se déroule en mai-juin 1975 et visite le Sahara occidental et les pays limitrophes. Elle présente son rapport à l'ONU le 15 octobre et conclut à un « consensus écrasant parmi les Sahraouis vivant sur le territoire en faveur de l'indépendance et en opposition à l'intégration avec tout pays voisin ». Les dirigeants de la mission constatent également un soutien massif de la population en faveur du Front Polisario. Le 16 octobre 1975, la Cour internationale de Justice rend son avis : elle constate que le territoire du Sahara occidental était au moment de la colonisation par l'Espagne peuplé de tribus nomades socialement et politiquement organisées et placées sous l'autorité de chefs aptes à les représenter, et que ce territoire n'était donc en ce sens pas terra nullius à cette époque. La Cour reconnaît toutefois que certaines de ces tribus nomades (notamment teknas) avaient des liens juridiques d'allégeance avec le Maroc et l'ensemble mauritanien. Cependant, elle ne constate aucun lien de souveraineté territoriale. Elle conclut que ces liens ne sont pas de nature à entraver « l'application du principe d'autodétermination grâce à l'expression libre et authentique de la volonté des populations du territoire ».

### Marche Verte et fin du mandat espagnol
Le lendemain de l'avis de la Cour internationale de Justice, Hassan II annonce l'organisation d'une « marche Verte » pour laquelle la logistique est déjà en place afin d'« expulser les infidèles colonialistes du sol marocain » et d'incorporer le Sahara occidental au Maroc. L'appel à la Marche connaît un énorme succès : 500 000 Marocains affluent à Tarfaya près de la frontière et un système de quotas et de tirages au sort détermine ceux qui pourront la franchir. Début novembre, 350 000 civils organisés en marche pacifique, brandissant le drapeau marocain et le Coran, franchissent la frontière afin d'appuyer la revendication territoriale marocaine ; ils sont appuyés par quelque 20 000 soldats marocains tandis que les Espagnols se sont repliés dix kilomètres au sud. Le 6 novembre, le conseil de sécurité des Nations unies approuve la résolution 380 qui « demande au Maroc de retirer immédiatement du territoire du Sahara occidental tous les participants à la marche ». Le 9 novembre, Hassan II ordonne aux marcheurs, qui se sont arrêtés devant les champs de mines posés par les Espagnols, de faire demi-tour. La marche Verte permet à Hassan II de consolider son pouvoir autour du sentiment nationaliste marocain, et la détermination marocaine pousse les Espagnols à la négociation.
Le 14 novembre 1975, alors que Franco agonise, le gouvernement espagnol signe les accords de Madrid avec le Maroc et la Mauritanie. Le territoire est divisé : les deux tiers nord pour le Maroc, le tiers sud pour la Mauritanie. L'Espagne obtient des concessions pour le phosphate de Boukraa et la pêche. La population locale n'est pas consultée et le Front Polisario s'oppose violemment aux accords. L'Algérie est également exclue des accords, principalement parce qu'elle souhaitait empêcher l'Espagne de poursuivre l'exploitation du phosphate de Boukraa, et elle entreprend le soutien diplomatique, financier et militaire du Polisario. Le 10 décembre, l'Assemblée générale de l'ONU adopte la résolution 3458, qui approuve le rapport de la mission de visite et les conclusions de la Cour internationale de justice, notamment la mise en place d'un référendum sur l'autodétermination, et prie toutes les parties concernées « de mettre fin à toute action unilatérale ou autre qui outrepasserait les décisions de l'Assemblée générale relatives au territoire ».

## Guerre du Sahara occidental (1975–1991)

### Invasion du Maroc et de la Mauritanie (1975-1976)

Partition du Sahara occidental en 1976

Le 11 décembre 1975, les troupes marocaines occupent Laâyoune. Le 20 décembre, les troupes mauritaniennes occupent Tichla et Lagouira. Le 9 janvier 1976, les dernières troupes espagnoles quittent Laâyoune tandis que les troupes marocaines arrivent à Dakhla (Villa Cisneros). Le 12 janvier, elles sont rejointes par les troupes mauritaniennes et les derniers soldats espagnols quittent le territoire.
Les troupes marocaines commettent de nombreuses exactions contre les civils sahraouis : en février, la Fédération internationale des droits de l'homme confirme les accusations de répression, torture et les assassinats de civils ; l'utilisation de napalm contre des civils est quant à elle confirmée par le Comité international de la Croix-Rouge en janvier et par une équipe de médecins suisses en mai. Le Maroc dément ces accusations, affirme qu'aucune de ces ONG n'était présente au Sahara occidental pendant les combats, et que ces organisations sont très connues par leur soutien au Front Polisario[réf. nécessaire]. Du 27 janvier au 29 janvier les forces algériennes participent au conflit en s'avançant jusqu'à Amgala où a lieu la première bataille d'Amgala avec l'armée marocaine qui se termine par une victoire marocaine et de lourdes pertes de 200 morts et d'une centaine de prisonniers algériens. L'Algérie préfère se retirer et laisser la place à un éventuel règlement pacifique évitant l'extension du conflit. Aucun organisme international ne dénonce l'intervention de l'armée algérienne dans le conflit. Les tensions entre Maroc et Algérie restent vives jusqu'en 1982, mais les deux pays parviennent à éviter d'autres affrontements.
Le 26 février 1976, l'Espagne informe l'ONU de l'abandon de son mandat d'administration du territoire, au profit du Maroc et de la Mauritanie. L'ONU considère toujours à ce moment l'Espagne comme puissance administrante de jure et le Maroc et la Mauritanie comme puissances occupantes. Cette distinction de droit international n'autorise pas le Maroc à exploiter le phosphate de Boukraa. Le lendemain, le Polisario proclame la République arabe sahraouie démocratique (RASD) à Bir Lehlou, avec le soutien de l'Algérie, et l'approbation d'une majorité des membres de l'OUA, qui sont prêts à reconnaître le Polisario comme un « mouvement de libération ». El-Ouali Moustapha Sayed est le premier président de la RASD. Le 6 mars, l'Algérie reconnaît la RASD ce qui provoque la rupture des relations diplomatiques avec le Maroc.

### Succès du Polisario (1976–1980)

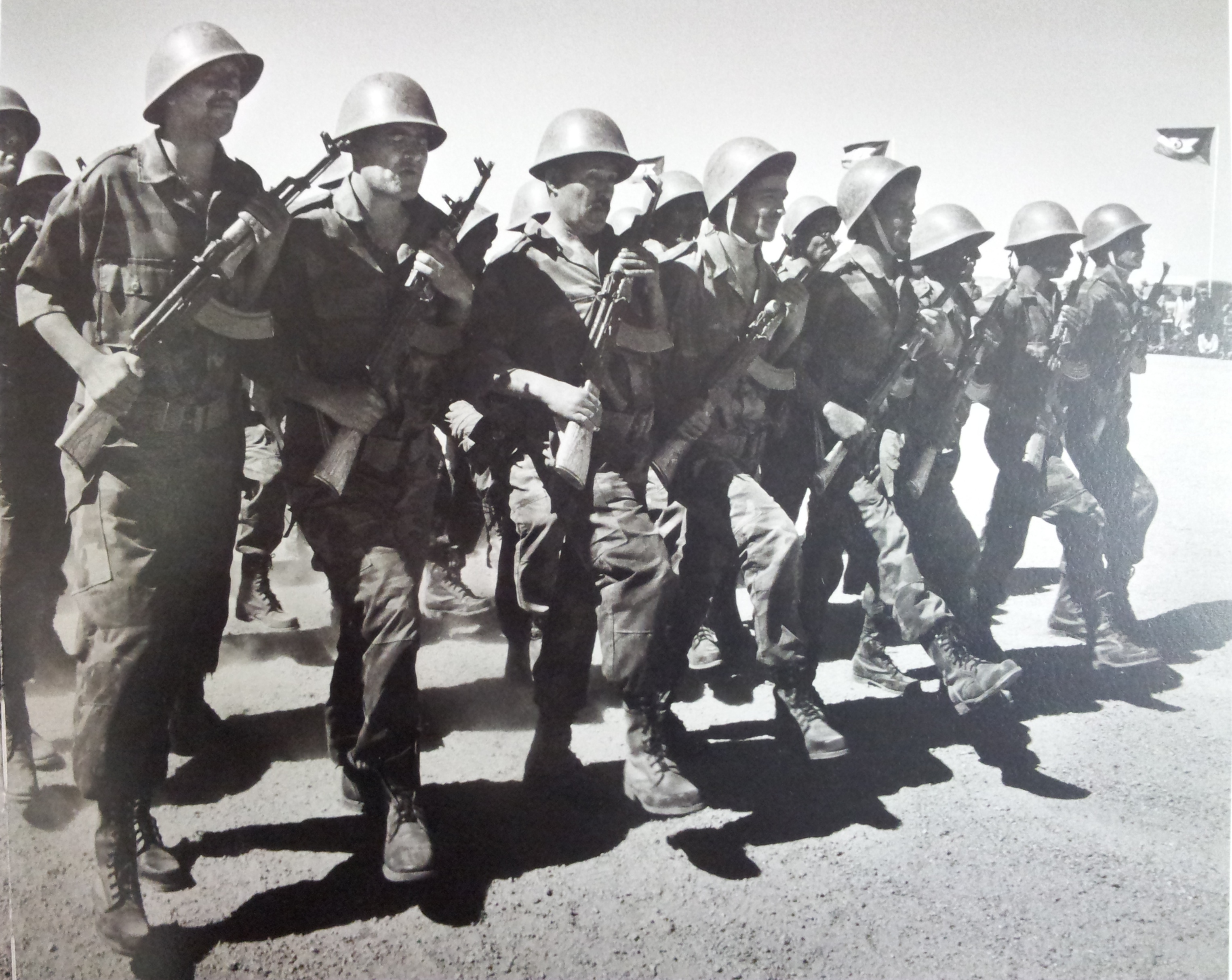
Parade militaire des soldats de l'Armée populaire de libération sahraouie.

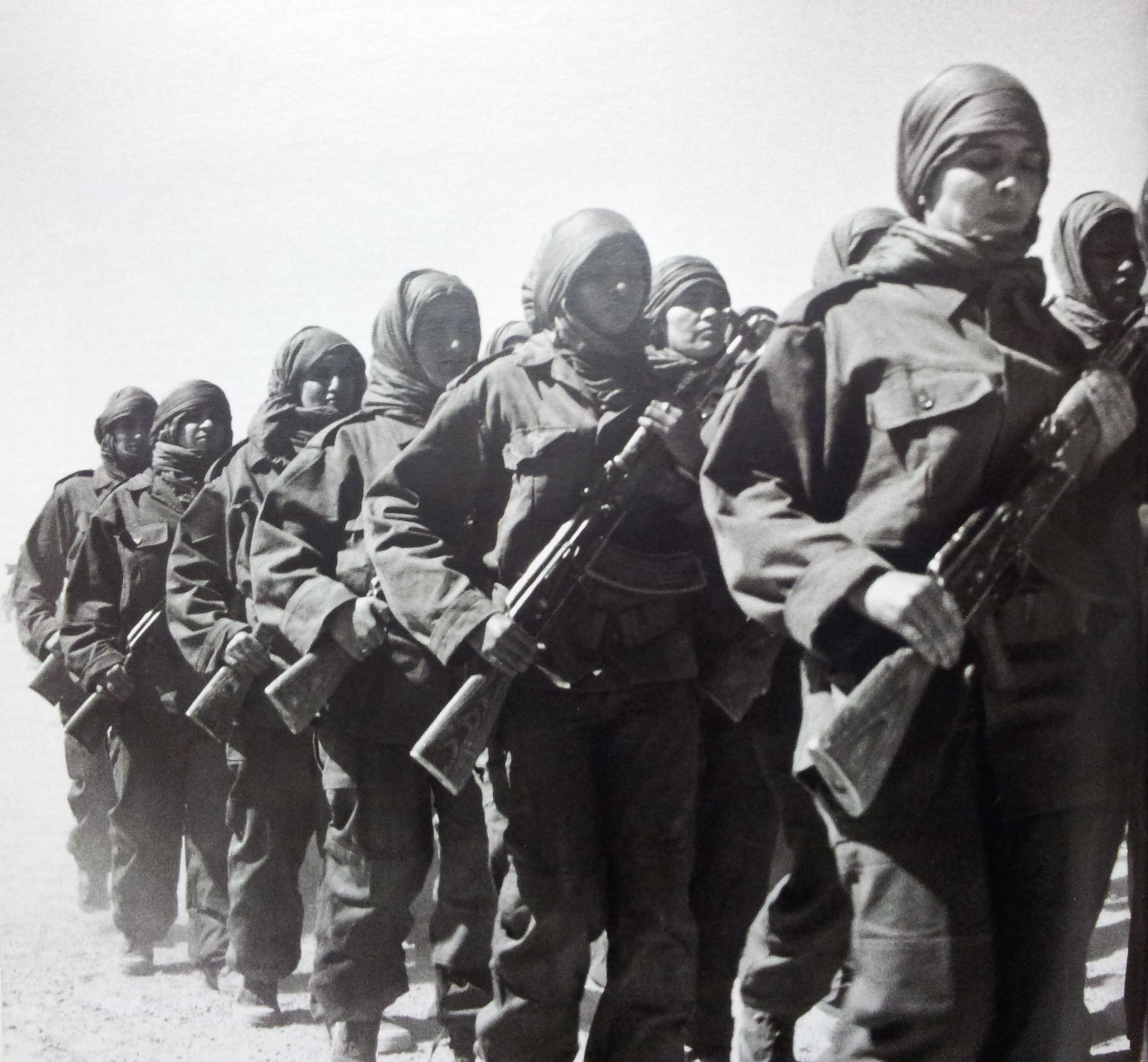
Femmes soldats dans les rangs de l'Armée populaire de libération sahraouie.

Le Polisario concentre initialement ses efforts contre la Mauritanie, l'armée de celle-ci étant nettement plus faible que celle du Maroc. Il est mené par El Ouali puis Lahbib Ayoub ; il est armé par l'Algérie, son principal allié, et soutenu financièrement par la Libye ; il utilise du matériel militaire soviétique. Il adopte des tactiques de guerilla qui montrent rapidement leur efficacité. En janvier 1976, les troupes du Polisario attaquent la bande transporteuse de phosphate entre Boukraa et Laâyoune et interrompt la production de phosphate pendant plusieurs années. L'armée de l'air marocaine bombarde plusieurs camps sahraouis ce qui provoque l'exode de milliers de Sahraouis dans les camps de réfugiés de la région de Tindouf en Algérie. Le 14 février 1976, le Polisario attaque conjointement avec l'Algérie et prend Amgala ce qui provoque la deuxième bataille d'Amgala et, selon le Maroc, le Polisario se livre à des « massacres » sur les troupes marocaines.
El-Ouali Moustapha Sayed meurt le 9 juin 1976 lors d'un raid sur Nouakchott, la capitale mauritanienne. En mai 1977, Lahbib Ayoub attaque la cité minière de Zouerate (alors que les exportations de fer représentent les trois quarts des apports en devises de la Mauritanie), où deux Français trouvent la mort et six autres sont capturés. Le 25 octobre, le Polisario lance une nouvelle attaque et capture deux nouveaux Français. La France refuse de traiter directement avec le Polisario, et c'est Georges Marchais qui conduit les négociations officieuses au ministère des Affaires étrangères à Alger, et obtient la libération des huit Français. Cette action est désavouée par le président Valéry Giscard d'Estaing qui déclenche, le 23 novembre 1977, l'opération Lamentin qui décide le bombardement de trois positions du Polisario en Mauritanie, en décembre.
Le 17 décembre 1977, Nouakchott est bombardée au mortier par un contingent de 40 véhicules et une centaine d'assaillants. Les forces de l'armée française engagées ripostent avec deux SEPECAT Jaguar qui étaient basés à Dakar, sur la B.A. 160 Ouakam et détruit cette colonne motorisée dans le désert. Entre 1976-1978, le Polisario parvient à former des colonnes d'une centaine de véhicules blindés équipés avec des armes soviétiques. Il chasse les Marocains d'Amgala et effectue des raids en plein Maroc jusqu'à 240 kilomètres de la frontière.

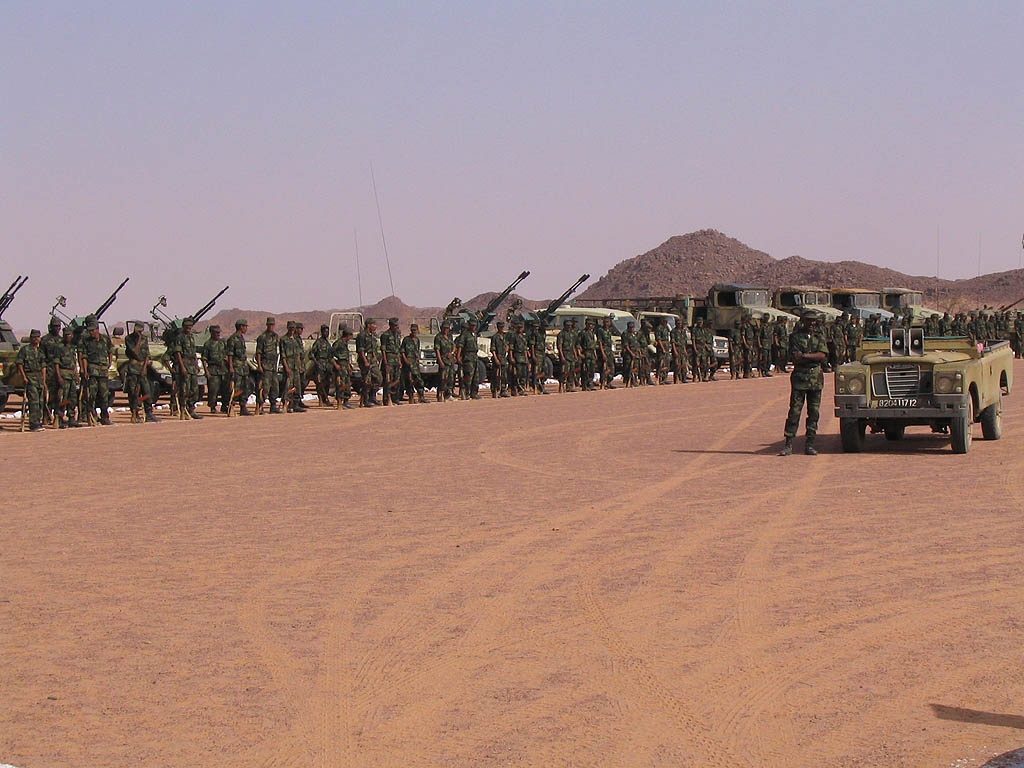
Rassemblement de troupes du Front du Polisario.

La position de la Mauritanie est fragilisée par la présence de nombreux nationalistes sahraouis et des milliers de soldats sahraouis mauritaniens[Information douteuse] désertent et rejoignent le Polisario[réf. nécessaire]. En 1978, 60 % du budget est consacré à l'armée et le pays est au bord de la cessation de paiements. Le 10 juillet 1978, après un coup d'État en Mauritanie et l'établissement d'un Comité militaire de redressement national (CMRN), le Polisario annonce un cessez-le-feu avec ce pays. Les négociations ne progressent pas, un second coup d'État donne naissance au Comité militaire de salut national (CMSN) et le Polisario rompt le cessez-le-feu en juillet 1979. La Mauritanie cède dans les jours suivants et accepte les conditions du Polisario : traité de paix, retrait des troupes, renoncement à toute revendication sur le tiers du Sahara occidental obtenu lors des accords de Madrid et reconnaissance du Polisario comme seul représentant du peuple sahraoui. Le Maroc, outré, annexe immédiatement la portion sud du territoire. Un coup d'État lancé en 1981 contre le CMSN échoue; la Mauritanie soupçonne qu'il était appuyé par le Maroc et rompt ses relations diplomatiques. En janvier 1979, le Polisario attaque la ville marocaine de Tan-Tan et la presse marocaine parle de « catastrophe nationale ». En août, il attaque Dakhla[réf. nécessaire] où les Marocains ne cèdent pas mais le mois suivant il détruit une unité blindée à Lebouiarat et s'empare d'armes lourdes. En octobre, une attaque sur Smara est repoussée à l'aide de Mirage F1 achetés aux Français et le Polisario s'empare de Mahbès, sur la route entre Smara et l'Algérie.
En mars 1980, le Polisario inflige une sévère défaite aux forces armées marocaines dans le Djebel Ouarkziz et les pousse à adopter une nouvelle stratégie.

### Construction du mur marocain et enlisement du conflit (1980–1987)

Étapes de construction du mur marocain.

En 1980, le Maroc entreprend la construction du « mur marocain » en commençant par la région Laâyoune-Smara-Boukraa qui concentre l'essentiel de l'activité économique. Le mur est constitué de bermes (remblais) de sable et de pierre d'environ trois mètres de haut ; des tranchées de plusieurs mètres sont creusées en plusieurs endroits en contrebas de façon à minimiser le risque d’une incursion adverse. Tout le long du mur, des unités de surveillance se relaient aux unités d’intervention, équipées de radars et protégées de barbelés. Construit en six étapes jusqu'en 1987, il comporte cinq « brèches » censées assurer le droit de poursuite pour les troupes marocaines. Chaque mur est censé sécuriser la zone qui le sépare de l’Atlantique. D’une longueur totale d'environ 2 700 kilomètres, le mur de défense est surveillé par plus de 90 000 hommes. Une bande de plusieurs centaines de mètres de champs de mines en interdit l’accès.
Le mur est une parade décisive à la stratégie de guérilla du Polisario et il change radicalement le cours du conflit. Le Polisario se trouve rejeté à l'extérieur du mur et est incapable de mener des incursions significatives à l'intérieur du territoire contrôlé par l'armée marocaine. L'armée marocaine bénéficie d'une excellente position défensive mais le coût du mur et de la force de surveillance grève le budget du Maroc, malgré l'aide de l'Arabie saoudite et des États-Unis, et contribue à la dégradation de la situation économique et sociale.

### Négociations pour un cessez-le-feu (1984–1991)
En 1982, lors d'un entretien avec le président algérien Chadli Bendjedid, Hassan II lui aurait déclaré dans un signe de bonne volonté « laissez-moi le timbre et le drapeau, tout le reste est négociable ». La même année, les diplomates du Polisario, appuyés par la diplomatie algérienne, obtiennent l'admission de la République arabe sahraouie démocratique dans l'Organisation de l'unité africaine ce qui provoque le départ du Maroc en 1985. Au cours des années 1980, la RASD est reconnue par 75 États, principalement africains. Les camps de réfugiés de Tindouf hébergent son gouvernement en exil. En 1984, l'OUA adopte la résolution AHG104 qui réaffirme le droit des Sahraouis à l'autodétermination et appelle à des négociations directes entre le Maroc et le Polisario, à un cessez-le-feu et à l'organisation d'un référendum. En août, le Maroc signe le traité d'Oujda avec la Libye par lequel celle-ci s'engage à ne plus soutenir le Polisario. En septembre, à l'Assemblée générale de l'ONU, Hassan II s'engage en faveur du référendum d'autodétermination. En décembre, l'Assemblée générale de l'ONU reprend le plan de paix de l'OUA à son compte.
Le secrétaire général des Nations unies, Javier Pérez de Cuéllar, s'implique directement à partir de 1986. Chaque partie expose ses positions dans un questionnaire : le Maroc refuse des négociations directes préalables à une médiation de l'ONU mais accepte le principe d'un référendum supervisé par celle-ci. Le Polisario souhaite lui aussi un référendum supervisé par l'ONU mais également une administration directe du territoire par l'ONU, une force de sécurité conjointe de l'ONU et de l'OUA et le retrait des forces armées marocaines ainsi que des résidents marocains non originaires du Sahara occidental avant la tenue du référendum.
En 1987 se tient une nouvelle réunion entre Hassan II et Chadli Bendjedid à Akid Lofti (près de la frontière algéro-marocaine) et l'année suivante le Maroc et l'Algérie reprennent leurs relations diplomatiques. En août 1988, l'ONU présente au Maroc et au Polisario son plan de règlement du conflit. Les propositions de l'ONU sont acceptées « en principe » par les deux parties mais sont accompagnées de commentaires contradictoires adressés directement à Pérez de Cuellar et Issa Diallo. Ces commentaires ne sont pas communiqués à la commission chargée de la mise en œuvre du plan. En janvier 1989, une délégation du Polisario est reçue par Hassan II à Marrakech, sans résultat. Peu après, Hassan II déclare que « le Maroc ne cèderait pas un pouce de son territoire » et en octobre qu'« il n'y a rien à négocier, car le Sahara occidental est un territoire marocain ». La dernière offensive significative du Polisario a lieu en octobre-novembre, contre le Mur. L'affrontement armé direct entre l'armée marocaine et l'armée du Polisario dure jusqu'en septembre 1991, date d'un cessez-le-feu organisé par l'ONU et faisant partie du plan de règlement.

## Cessez-le-feu et impasse (depuis 1991)

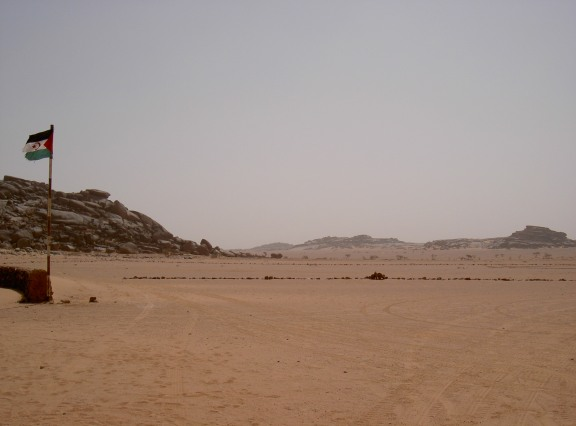
Sahara occidental, frontière des territoires contrôlés par le Polisario et le Maroc, près de Tifariti.

Au début des années 1990, à partir des propositions conjointes de l'OUA et de l'ONU, s'établit une dynamique de paix. Mais même après l'établissement d'un cessez-le-feu durable, la perspective d'un référendum est toujours aussi éloignée.

### Établissement et obstacles
Le Conseil de sécurité donne son accord à l'établissement de la « Mission des Nations unies pour l'organisation d'un référendum au Sahara occidental » (MINURSO) le 19 avril 1991 (résolution 690) et le cessez-le-feu entre en vigueur le 6 septembre. L'application de la résolution rencontre rapidement des obstacles dont le plus important est l'identification des électeurs pouvant participer au référendum. Le Polisario souhaite limiter l'inscription aux résidents identifiés lors du recensement de 1974 et à leurs descendants ce qui favoriserait un résultat pro-indépendance. Le Maroc souhaite que les Sahraouis installés au Maroc ainsi que les Marocains installés au Sahara occidental puissent également se prononcer ce qui favoriserait un résultat pro-intégration.

### Plans Baker
L'arrivée de Kofi Annan au Secrétariat général en janvier 1997 permet de relancer le processus de paix. Kofi Annan nomme James Baker, ancien Secrétaire d'État américain, comme envoyé personnel pour le Sahara occidental. Baker visite la région du 23 au 28 avril 1997 puis parvient à réunir Sahraouis et Marocains à Houston du 14 au 16 septembre et à leur faire signer les accords de Houston qui prévoient la tenue du référendum en 1998. L'identification des électeurs reprend le 3 décembre mais bute à nouveau sur le statut de plusieurs tribus nomades. Le référendum est repoussé à décembre 1999. En 1999, la commission d'identification rejette la plupart des demandes individuelles d'inscription de ces tribus ce qui provoque la colère du Maroc. Le Polisario, quant à lui, évoque la possibilité d'une reprise des hostilités si le référendum est continuellement repoussé.
En 2000, James Baker propose un premier plan (aujourd'hui connu sous le nom « Baker I ») qui offre une large autonomie locale dans le cadre de l'État marocain, dont les compétences seraient limitées à la défense et les affaires étrangères. Ce plan est accepté par le Maroc, mais rejeté par le Polisario et l'Algérie (voir à ce sujet le rapport du Secrétaire général des Nations unies en date du 20 juin 2001 numéro de référence au centre de documentation des Nations unies : S/2001/613). Le Polisario libère cependant 201 prisonniers marocains « à titre humanitaire ». Baker propose un nouveau plan en 2003 (« Baker II »), qui prévoit l'établissement d'une Autorité du Sahara occidental pour cinq ans, puis la tenue du référendum auquel les Marocains non originaires du Sahara occidental participeraient et auquel la nouvelle option d'une « autonomie permanente » figurerait. Le plan est approuvé unanimement par le Conseil de sécurité sous la condition de son acceptation par toutes les parties. Il est refusé par le Maroc car il compromet son intégrité territoriale. À la suite de ce refus, Baker démissionne en juin 2004.

### Évolution du statut de la RASD et du Maroc
La RASD perd progressivement sa reconnaissance internationale dans les années 1990, de nombreux pays préférant suspendre ou abandonner celle-ci, en attendant le résultat du scrutin d'autodétermination. En 2006, une quarantaine de pays reconnaissent encore la RASD. En 2002, un document de l'ONU qualifie pour la première fois le Maroc de « puissance administrante » ce qui l'autoriserait à exploiter les ressources naturelles du territoire mais cette qualification n'est pas portée sur la liste des territoires non autonomes tenue par l'ONU.

### Développements récents
En août 2003, le diplomate péruvien Álvaro de Soto est nommé par l'ONU au poste de Représentant spécial pour le Sahara occidental. En 2005, Kofi Annan nomme Peter van Walsum et Frasesco Bastagli en qualité respectivement d’envoyé personnel et de représentant spécial au Sahara occidental.
Depuis mai 2005, des manifestations et émeutes, surnommées « intifada pour l'indépendance » par le Polisario, ont lieu dans plusieurs villes du Sahara occidental, principalement à Laâyoune. Plusieurs journalistes étrangers sont expulsés après avoir interviewé des manifestants. Le 14 décembre 2005, quatorze militants sahraouis sont condamnés à des peines de prison. Amnesty International et Human Rights Watch ont exprimé de vives réserves sur les conditions de ces procès et Amnesty International a demandé une enquête sur les accusations de torture de prisonniers. À la suite de ces évènements, le roi Mohammed VI décide en 2006 la mise en place du Conseil royal consultatif pour les affaires sahariennes (CORCAS), afin de proposer au peuple sahraoui une troisième voie entre l'annexion et l'indépendance, celle de l'autonomie. Le Maroc conserverait alors la défense nationale, les affaires étrangères et la monnaie. Le Maroc s'est prononcé favorable à la tenue d'un référendum d'autodétermination de la population locale du Sahara occidental mais qui n'inclut pas parmi ses options l'indépendance du territoire.
Depuis le 18 juin 2007, le premier round de négociations pour un règlement définitif de la question du Sahara occidental se déroule à Manhasset, dans la banlieue de New York entre des représentants du Maroc (y compris le président du CORCAS Khalihana Ould Errachid) et le Front Polisario à la suite de l'invitation du secrétaire général de l'ONU et conformément à la résolution 1754 du Conseil de sécurité. Le 21 avril 2008, l'envoyé spécial du Secrétaire Général de l'ONU, Peter van Walsum déclare que l'indépendance du Sahara occidental, n'était, à ses yeux, pas "un objectif atteignable". Il estime en effet qu'en l'absence de "pression sur le Maroc pour qu'il abandonne sa revendication de souveraineté", un "Sahara occidental indépendant n'était pas une proposition réaliste". Le 30 avril 2008, le Conseil de sécurité des Nations unies adopte la résolution 1813 qui renouvelle en substance le mandat de la MINURSO jusqu'au 30 avril 2009, réitère les principes fondamentaux énoncés lors des résolutions précédentes mais surtout "fait sienne la recommandation formulée dans le rapport selon laquelle il est indispensable que les parties fassent preuve de réalisme et d’un esprit de compromis afin de maintenir l’élan imprimé au processus de négociation". En octobre 2008, l'ONU débat du plan d'autonomie pour le Sahara occidental présenté par le Maroc.
En octobre 2009, sept militants des droits de l'homme sahraouis sont arrêtés à Casablanca à leur retour des camps de réfugiés de Tindouf. Ils sont déférés devant un tribunal militaire, pour atteinte à la sécurité de l'État. Lors de la commémoration du 34e anniversaire de la Marche verte, Mohammed VI présente un plan de décentralisation des « provinces du sud ». Dans son discours, il déclare qu'au sujet du Sahara occidental, il n'existe pas de juste milieu entre patriotisme et trahison. Le 14 novembre 2009, la militante sahraouie Aminatou Haidar est détenue à l'aéroport de Lâayoune à son arrivée des Canaries. Les autorités marocaines déclarent qu'Aminatou Haidar a entrepris de renoncer à sa nationalité marocaine en écrivant « Sahraouie » comme nationalité et « Territoire du Sahara occidental » comme pays de résidence sur sa déclaration d'entrée. Elle est expulsée vers les Canaries et entreprend une grève de la faim. Après 32 jours, le Maroc autorise Haidar à rentrer à Lâayoune pour raisons humanitaires.
Le 9 août 2010, Moustapha Salma Ould Sidi Mouloud, un ancien Inspecteur général de la police du Front Polisario, annonce lors d'une conférence de presse à Smara qu'il est en faveur de la solution marocaine. À son retour dans les camps de Tindouf, il est arrêté et emprisonné par les autorités algériennes ou par le Polisario. L'ambassadeur de la RASD à Alger, M. Brahim Ghali, le qualifie de « traître ». Le 31 octobre, sa famille annonce qu'il a été blessé par balles alors qu'il tentait de s'enfuir. Aucune vérification indépendante de son état n'est possible.
Le 8 novembre 2010, les forces de l'ordre marocaines démantèlent le camp de protestation de Gdim Izik près de la ville de Laâyoune, donnant lieu à des violents affrontements entre Sahraouis et forces de sécurité.
En novembre 2020, le Maroc brise le cessez le feu en lançant une opération militaire dans la zone tampon au niveau de Guerguerat. Le Front Polisario et l’armée marocaine mènent depuis lors des combats qui ont fait des morts des deux côtés,.
En juillet 2024, la France prend la décision d’apporter son soutien au plan d’autonomie proposé par le Maroc pour le Sahara.